# Medasina polychroia
Medasina polychroia là một loài bướm đêm trong họ Geometridae.